# Vink (Kerkrade)
Vink is een wijk in het noorden van de gemeente Kerkrade in de Nederlandse provincie Limburg.
Aan de zuidzijde grenst Vink aan Chevremont, in het oosten aan Haanrade, in het noorden aan Eygelshoven en in het noordwesten aan Hopel. Vink ligt zelf op het Plateau van Kerkrade.
In de Romeinse tijd lag in het gebied van Vink de Romeinse villa Kerkrade-Holzkuil.
In Vink staat de Onze-Lieve-Vrouw-van-Lourdeskapel.
Bleijerheide · Chevremont · Eygelshoven · Gracht · Haanrade · Ham · Heilust · Holz · Hopel · Kaalheide · Kaffeberg · Kerkrade-Centrum · Locht · Mucherveld · Nulland · Rolduckerveld · Spekholzerheide · Terwinselen · Vink · Waubacherveld

Limburg: Steden en dorpen      Nederland: Provincies · Gemeenten